# 沖縄県庁放火事件
沖縄県庁放火事件（おきなわけんちょうほうかじけん）は、1913年（大正2年）に発生した放火事件。1913年1月19日午後9時、沖縄県庁から火の手が上がった。沖縄県警察部は直ちに消火活動を行ったが全焼した。
1月21日、犯人は首里警察署に自首し緊急逮捕された。犯人は中頭郡役所の職員で、当時の県知事日比重明の「失政」に憤慨しての犯行であった。犯人は犯行当日、県政批判の檄文を郡内の町村役場に配布していた。
那覇地方裁判所は、懲役10年の判決を言い渡した。